# Juan Carlos I (hangarfartyg)
Juan Carlos I (L-61) är ett spanskt hangarfartyg. Fartyget beställdes 2003 och togs i bruk 2010. Juan Carlos I är den spanska flottans flaggskepp.

## Bakgrund
I slutet av 1990-talet sökte den spanska flottan en ersättare till sitt enda dåvarande hangartyg Príncipe de Asturias samtidigt som man behövde ersätta flera av sina äldre landstigningsfartyg. Kompromissen blev ett större amfibiefartyg med landstigningsförmåga samtidigt som det skulle fungera som ett hangarfartyg med både jetflygplan och helikoptrar. Den spanska staten gjorde en beställning på ett nytt hangarfartyg från det statligt ägda varvföretaget Navantia den 5 september 2003. Designen av fartyget var klart och bygget påbörjades i maj 2005. Fartyget sjösattes den 10 mars 2008. Fartyget levererades till den spanska flottan den 10 september 2010 och döptes till Juan Carlos I efter Spaniens dåvarande kung. Kostnaden för fartyget slutade på 462 miljoner Euro.
Ytterligare två länder har beställt fartyg baserat på Juan Carlos I. Australien beställde 2007 två fartyg, se Canberra-klass, vilka togs i bruk år 2014 och 2015. Australien använder sig endast av helikoptrar på sina fartyg. Turkiet beställde ett fartyg i maj 2015 som är planerat att tas i bruk under 2021.

## Design
Juan Carlos är designat att fungera både som hangarfartyg och amfibiefartyg med landstigningsförmåga och har möjlighet att transportera upp till 46 stridsvagnar eller andra stridsfordon i sin hangar. Dessa kan vid behov transporteras med hjälp av svävare för tex landstigningsoperationer. Skeppet är också byggt för att kunna medverka i räddningsoperationer vid naturkatastrofer. Hangarfartyget är 231 meter långt och 32 meter brett med en standardvikt på 26 000 ton. Upp till 30 helikoptrar och 12 flygplan kan transporteras. Juan Carlos I är utrustat med en skidbacke i sin för där flygplan startar. Planen landar sedan vertikalt på flygdäck. Detta system kallas på engelska för "Short take-off and vertical landing aircraft" (STOVL) och används även på tex den brittiska Queen Elizabeth-klassen. Fartyget är lätt bestyckat med fyra stycken 20 mm automatkanoner för sjö och luftmål och förlitar sig istället på sin eskort som försvar. 

## Luftstridsgrupp
Hangarfartyget har en flyggrupp bestående av elva stridsflygplan av typen McDonnell Douglas Harrier II och tolv NH90 helikoptrar. Man planerar att byta ut harrierplanen mot det modernare stealthplanet F-35 Lightning II.